# Miyo!
Miyo! è l'album di debutto di Kitty Kat, la cui pubblicazione nel 2009 è stata anticipata dai singoli Bitchfresse e Braves Mädchen.
L'album comprende 14 tracce, tra le quali alcune collaborazioni con Sido e Cassandra Steen.

## Tracce
1. Intro
2. MiYo!
3. Bitchfresse (L.M.S.)
4. Gib mir Milch
5. Braves Mädchen
6. Mit Dir (feat. Sido)
7. Ich bin eine von euch
8. Du bist Vergangenheit (feat. Cassandra Steen)
9. Es gibt kein zurück
10. Heiß
11. Spiel mit mir
12. Kitty Kat
13. Warum?
14. Ich steh wieder auf